# شفيا
شفيا قرية فلسطينية مُهَجَّرَة في قضاء حيفا، تبعد 35 كيلومترا عن مدينة حيفا جنوبا، كان ارتفاعها لا يزيد عن 105م عن مستوى سطح البحر، لاتوجد إحصائيات دقيقة معتمدة حول مساحة هذه القرية أو حتى ما يدل على مساحة أراضيها بشكل تقريبي. احتلت القرية مع مطلع القرن العشرين، أقام بها الصهاينة وأخذ سكانها العرب يرحلون عنها، وتقلص عددهم بشكل تدريجي في السنوات اللاحقة، وفي عهد الانتداب البريطاني خلت القرية من أي وجود عربي، وعلى الأرجح أنها خلت من العرب في ثلاثينيات القرن العشرين.
كانت تتوسط عدة قرى وبلدات هي: قرية الفريديس من الشمال والشمال الغربي، قرية أم جمال شرقاً، قرية صبارين من الجنوب الشرقي، قرية البريكة جنوباً، أم العلق من الجنوب الغربي، وأراضي قرية زمارين غرباً.
في عام 1859، كان عدد السكان 100 نسمة، وكانوا يزرعون 11 فدانًا من الأراضي. في عام 1882، وصف المسح الذي أجراه صندوق استكشاف فلسطين لغرب فلسطين (SWP) بأنها "قرية صغيرة بها بئر إلى الشمال". وأظهرت قائمة السكان من حوالي عام 1887 أن عدد سكان شفيا كان حوالي 130 نسمة، جميعهم من المسلمين.
في عام 1887، اشترى مسؤولو البارون 8500 دونم من الأراضي من اللبناني سليم خوري أحد أغنى في حيفا. وخططوا لبناء مستوطنة زراعية فيها. في عام 1889، وصل عشرة شبان من زخرون يعقوب واستقروا في منزل المالك السابق على أرض قرية شفيا. أسسوا شمالها موشاف "مئير شفيا" بين عامي 1890 و1892، وقد سُمِيَت بهذا الاسم نسبةً إلى "مئير روتشيلد" رأس عائلة روتشيلد الذي كان ينفق على هذا الموشاف منذ عام 1904.
في إحصائية تعود لعام 1922 ذكرت أن عدد سكان شفيا كانوا في ذلك العام 81 عربياً، فيما سُجِلَ عدد سكان شفيا عام 1931 بــ 208 نسمة، منهم 40 عربياً فقط وكان عدد منازلها 18 منزلاً.
وفي عام 1923 أقام الصهاينة فوق أراضي شفيا معهد علمي أخذ يتقدم شيئاً فشيئاً إلى أن أصبحت المستعمرة خاصة بالطلاب، بالمقابل تراجع الوجود العربي فوق أراضي القرية ولم تُسجل الإحصائيات السكانية البريطانية أي وجود عربي في شفيا بعد عام 1931، ويرجح المؤرخ "مصطفى الدباغ" أن آخر وجود عربي في القرية كان عام 1938.